# 320-й полицейский батальон
Полицейский батальон 320 (нем. Polizeibattalion 320) был формированием немецкой полиции порядка (полицейской формы) в эпоху нацизма. Во время операции «Барбаросса» он был подчинен СС и дислоцировался на оккупированных немцами территориях Советского Союза, в частности, в тыловом районе группы армий «Юг». Входил в 11-й полк специального назначения СС (позднее 11-й полицейский полк СС). Вместе с отрядами айнзацгрупп СД бойцы батальона выполняли массовые убийства во время Холокоста и были ответственны за крупномасштабные преступления против человечности, направленные против гражданского населения.

## Предыстория и формирование
Немецкая полиция порядка (Ordnungspolizei) была ключевым инструментом аппарата безопасности нацистской Германии. В предвоенный период Генрих Гиммлер, глава СС, и Курт Далюге, начальник полиции порядка, совместно преобразовали полицейские силы Веймарской республики в военизированные формирования, готовые служить целям режима по завоеванию и расовому уничтожению. Полицейские войска были впервые сформированы в формирования размером с батальон для вторжения в Польшу, где они были развернуты для целей безопасности и поддержания порядка, а также принимали участие в казнях и массовых депортациях.
Двадцать три батальона полиции порядка должны были принять участие во вторжении в Советский Союз в 1941 году (операция «Барбаросса») . Девять из них были приданы охранным дивизиям вермахта, по три в тыловые районы каждой группы армий . Два батальона были выделены для поддержки айнзацгрупп, мобильных эскадронов смерти СС, и организации Тодта, военно-строительной группы. Двенадцать были сформированы в полки, по три батальона в каждом, и обозначены как полицейские полки Север, Центр, Юг и Особого назначения.
Наряду с полицейскими батальонами 304 и 315, 320-й полицейский батальон был приписан к полицейскому полку особого назначения под командованием Геррета Корсеманна, кадрового полицейского. Когда полк пересек немецко-советскую границу, он перешел под командование Фридриха Еккельна, высшего руководителя СС и полиции (HSS-PF) группы армий «Юг» на Украине.

## История действий
В августе 1941 года 320-й полицейский батальон  совместно со штабной ротой Еккельна совершил резню в Каменце-Подольском. Стрельбу вела штабная рота, в то время как 320-й полицейский батальон оцепил территорию. В результате резни были убиты тысячи евреев, депортированных из Венгрии, и арестованных украинских евреев. Вскоре после этого 320-й полицейский батальон сообщил о расстреле двух тысяч двухсот евреев в другом месте к северо-востоку от Каменца-Подольского. В общем отчете айнзацгруппы по операции указано общее число жертв — 23 000 человек.

### Основная
- Richard Breitman. Official Secrets: What the Nazis Planned, What the British and Americans Knew (англ.). — New York: Hill and Wang/Farrar Straus & Giroux, 1998. — P. 46. — ISBN 9780809038190.
- Christopher Browning. The Origins of the Final Solution: The Evolution of Nazi Jewish Policy, September 1939 — March 1942 (англ.) / With contributions by Jürgen Matthäus. — Lincoln: University of Nebraska Press, 2004. — ISBN 0-803-25979-4.
- Peter Longerich. Holocaust: The Nazi Persecution and Murder of the Jews (англ.). — Oxford; New York: Oxford University Press, 2010. — ISBN 978-0-19-280436-5.
- Joseph E. Persico. Roosevelt's Secret War: FDR and World War II Espionage. — Random House, 2002. — ISBN 0-3757-6126-8.
- Dennis Showalter. Foreword // Hitler's Police Battalions: Enforcing Racial War in the East (англ.). — Kansas City: University Press of Kansas, 2005. — ISBN 978-0-7006-1724-1.
- Michael Smith. Bletchley Park and the Holocaust // Understanding Intelligence in the Twenty-First Century: Journeys in Shadows / L. V. Scott, P. D. Jackson. — 2004. — ISBN 0714655333.
- Georg Tessin, Norbert Kannapin. Waffen-SS und Ordnungspolizei im Kriegseinsatz 1939 - 1945: ein Überblick anhand der Feldpostübersicht (нем.). — Osnabrück: Biblio-Verlag, 2000. — ISBN 3-7648-2471-9.
- Edward B. Westermann. Hitler's Police Battalions: Enforcing Racial War in the East. — Kansas City: University Press of Kansas, 2005. — ISBN 978-0-7006-1724-1.

### Дополнительная
- Phillip W. Blood. Hitler's Bandit Hunters: The SS and the Nazi Occupation of Europe (англ.). — Potomac Books, 2006. — ISBN 978-1-59797-021-1.
- Ray Brandon, Wendy Lower. The Shoah in Ukraine: History, Testimony, Memorialization (англ.). — Indiana University Press, 2008. — ISBN 978-0-253-35084-8.
- Encyclopedia of Camps and Ghettos, 1933–1945 (англ.) / Geoffrey P. Megargee. — Bloomington: Indiana University Press, 2009. — Vol. II. — ISBN 978-0-253-35328-3.